# David Thornton
David Farrington Thornton (Cheraw, 12 giugno 1953) è un attore statunitense.
È sposato dal 1991 con la cantante Cyndi Lauper, dalla quale il 19 novembre del 1997 ha avuto un figlio di nome Declyn Wallace.

## Filmografia

### Cinema
- Java Burn, regia di Robert Chappell (1988)
- Uomini d'onore (Men of Respect), regia di William Reilly (1990)
- Cercasi un colpevole disperatamente (Off and Running), regia di Ed Bianchi (1991)
- Mrs. Parker e il circolo vizioso (Mrs. Parker and the Vicious Circle), regia di Alan Rudolph (1994)
- Cerca e distruggi (Search and Destroy), regia di David Salle (1995)
- Jeffrey, regia di Christopher Ashley (1995)
- Appuntamento col ponte (If Lucy Fell), regia di Eric Schaeffer (1996)
- Una donna molto speciale (Unhook the Stars), regia di Nick Cassavetes (1996)
- Breathing Room, regia di Jon Sherman (1996)
- She's so lovely - Così carina (She's So Lovely), regia di Nick Cassavetes (1997)
- Office Killer - L'impiegata modello (Office Killer), regia di Cindy Sherman (1997)
- Una bionda naturale (The Real Blonde), regia di Tom DiCillo (1997)
- Mamma, ho preso il morbillo (Home Alone 3), regia di Raja Gosnell (1997)
- Too Tired to Die, regia di Wonsuk Chin (1998)
- High Art, regia di Lisa Cholodenko (1998)
- Obsession (Hush), regia di Jonathan Darby (1998)
- Illuminata, regia di John Turturro (1998)
- The Last Days of Disco, regia di Whit Stillman (1998)
- A Civil Action, regia di Steven Zaillian (1998)
- Blue Moon, regia di John A. Gallagher (2000)
- Blessed Art Thou, regia di Tim Disney (2000)
- Dead Dog, regia di Christopher Goode (2001)
- The Girl Under the Waves, regia di Jay Anania (2001)
- XX/XY, regia di Austin Chick (2002)
- John Q, regia di Nick Cassavetes (2002)
- Garmento, regia di Michele Maher (2002)
- Travolti dal destino (Swept Away), regia di Guy Ritchie (2002)
- La regola delle 100 miglia (100 Mile Rule), regia di Brent Huff (2002)
- For Earth Below, regia di Loretta Harms (2002) - cortometraggio
- Family Portraits: A Trilogy of America, regia di Douglas Buck (2003)
- Prologue, regia di Douglas Buck (2003)
- Noise, regia di Tony Spiridakis (2004)
- Le pagine della nostra vita (The Notebook), regia di Nick Cassavetes (2004)
- Private Property, regia di Elizabeth Dimon (2005)
- Life on the Ledge, regia di Lewis Helfer (2005)
- Romance & Cigarettes, regia di John Turturro (2005)
- The Naked Brothers Band: The Movie, regia di Polly Draper (2005)
- Alpha Dog, regia di Nick Cassavetes (2006)
- The Warrior Class, regia di Alan Hruska (2007)
- Tamo i ovde, regia di Darko Lungulov (2009)
- Reunion, regia di Alan Hruska (2009)
- La custode di mia sorella (My Sister's Keeper), regia di Nick Cassavetes (2009)
- Zenith, regia di Vladan Nikolic (2010)
- Dirty Movie, regia di Jerry Daigle e Christopher Meloni (2011)
- Fake, regia di Gregory W. Friedle (2011)
- Trophy Kids, regia di Josh Sugarman (2011)
- Jeremy Fink and the Meaning of Life, regia di Tamar Halpern (2011)
- Tutte contro lui - The Other Woman (The Other Woman), regia di Nick Cassavetes (2014)
- Semana Santa, regia di Alejandra Márquez Abella (2015)
- A Date for Mad Mary, regia di Darren Thornton (2016)
- Love Kills, regia di Felix Limardo (2016)
- Darcy, regia di Jon Russell Cring e Heidi Philipsen (2017)
- God Is a Bullet, regia di Nick Cassavetes (2023)

### Televisione
- Sessions, regia di Richard Pearce – film TV (1983)
- Miami Vice – serie TV, episodi0 1x16 (1985)
- Un salto nel buio (Tales from the Darkside) – serie TV, episodio 3x01 (1986)
- Crime Story – serie TV, episodio 2x12 (1988)
- American Playhouse – serie TV, episodio 8x02 (1989)
- Blind Spot, regia di Michael Toshiyuki Uno (1993)
- Cosby indaga (The Cosby Mysteries) – serie TV, episodio 1x01 (1994)
- New York Undercover – serie TV, episodio 1x23 (1995)
- New York News – serie TV, episodio 1x01 (1995)
- The $treet – serie TV, episodio 1x04 (2000)
- Law & Order: Criminal Intent – serie TV, episodio 1x19 (2002)
- Law & Order - I due volti della giustizia (Law & Order) – serie TV, 4 episodi (1996-2005)
- Law & Order - Unità vittime speciali (Law & Order: Special Victims Unit) – serie TV, 10 episodi (2003-2010)
- Elementary – serie TV, episodio 4x13 (2016)
- Homeland - Caccia alla spia (Homeland) – serie TV, episodi 6x09-6x10-6x11 (2017)

## Doppiatori italiani
Nelle versioni in italiano delle opere in cui ha recitato, David Thornton è stato doppiato da:
- Simone Mori in Illuminata, Travolti dal destino
- Francesco Prando in Law & Order - Unità vittime speciali (ep. 5x04, 5x09, 5x17, 7x12), Le pagine della nostra vita
- Vittorio Guerrieri in Cerca e distruggi
- Massimo Lodolo in Law & Order - I due volti della giustizia
- Stefano Mondini in Appuntamento col ponte
- Angelo Maggi ne Una donna molto speciale
- Francesco Pannofino in Mamma ho preso il morbillo
- Mauro Gravina in A Civil Action
- Oliviero Corbetta in Law & Order: Criminal Intent
- Angelo Nicotra in John Q
- Michele D'Anca in Romance & Cigarettes
- Massimo Bitossi in Law & Order - Unità vittime speciali (ep. 7x20)
- Gino La Monica in Law & Order - Unità vittime speciali (ep. 8x15)
- Edoardo Nordio in Law & Order - Unità vittime speciali (ep. 10x15)
- Ambrogio Colombo in Tutte contro lui - The Other Woman